# Gary Edwards
Gary William Edwards (Toronto, 5 ottobre 1947) è un ex hockeista su ghiaccio canadese.
Nel corso della carriera militò per tredici stagioni nella National Hockey League.

## Carriera
Da giovane Edwards disputò due stagioni con i Toronto Marlboros nella Ontario Hockey League, tuttavia a causa della mononucleosi fu costretto a saltare la maggior parte della stagione 1966-1967, conclusa con la vittoria della Memorial Cup. Un anno più tardi fu scelto dai St. Louis Blues in sesta posizione assoluta in occasione dell'NHL Amateur Draft.
Nelle prime stagioni da professionista Edwards disputò solo due gare in NHL, venendo impiegato soprattutto nelle leghe minori come i Kansas City Blues, farm team di St. Louis in Central Hockey League o i San Diego Gulls nella Western Hockey League. Durante l'NHL Expansion Draft 1970 Edwards fu chiamato dai Buffalo Sabres ma fece subito ritorno a St. Louis in cambio di denaro.
Nel 1971 si trasferì ai Los Angeles Kings, dove finalmente poté trovare maggior spazio alle spalle di Rogie Vachon. Al primo anno fu eletto miglior rookie della squadra, mentre nella stagione 1974-75 grazie alla media di 2,34 reti subite in 27 partite giunse al secondo posto alle spalle di Bernie Parent per la conquista del Vezina Trophy.
Nel 1977 lasciò Los Angeles per trasferirsi ai Cleveland Barons, formazioni in gravi problemi finanziari. I Barons nel 1978 si fusero con i Minnesota North Stars ed Edwards cambiò di conseguenza squadra restando proprio con i North Stars per due stagioni.
Nella fase finale della propria carriera giocò per un anno con gli Edmonton Oilers, per poi tornare a St. Louis e concludere l'attività agonistica con i Pittsburgh Penguins alla fine della stagione 1981-82.

## Palmarès

### Club
- Memorial Cup: 1

Toronto Malrboros: 1967